# 브리스 삼바
브리스 로리슈 삼바(프랑스어: Brice Lauriche Samba, 1994년 4월 25일~)는 프랑스의 축구 선수로 포지션은 골키퍼이다. 현재 리그 1의 렌과 프랑스 축구 국가대표팀에서 활동하고 있다. 콩고 공화국에서 태어나 프랑스 대표로 활동하고 있으며 대한민국에서는 이름 'Brice'를 로마자 그대로 읽은 브라이스 삼바로도 알려져 있다.

## 수상 내역
구단
 노팅엄 포리스트 FC
- EFL 챔피언십 플레이오프: 2022[1]

개인
- PFA 챔피언십 팬 선정 이달의 선수: 2019년 11월[2]
- PFA 올해의 팀: 2019-20 EFL 챔피언십[3]
- 리그 1 올해의 골키퍼: 2022-23[4]
- UNFP 리그 1 올해의 팀: 2022-23[5]